# Waterpolo al Campionat del Món de natació de 1978
La competició de waterpolo al Campionat del Món de natació de 1978 es realitzà al complex esportiu de la Piscina Olímpica de Berlín Oest (República Federal d'Alemanya).

## Equips participants
| GRUP A - Austràlia - Canadà - Itàlia - Unió Soviètica |  | GROUP B - Cuba - Estats Units - Mèxic - Romania |  | GROUP C - Bulgària - Israel - Països Baixos - RFA |  | GROUP D - Grècia - Espanya - Hongria - Iugoslàvia |

## Resum de medalles
| Event                | Or     | Plata   | Bronze     |
| competició masculina | Itàlia | Hungary | Iugoslàvia |

## Medaller
| Posició | País       | Or | Plata | Bronze | Total |
| 1       | Itàlia     | 1  | 0     | 0      | 1     |
| 2       | Hungary    | 0  | 1     | 0      | 1     |
| 3       | Iugoslàvia | 0  | 0     | 1      | 1     |
| Total   | Total      | 1  | 1     | 1      | 3     |